# Nybelinia
Nybelinia är ett släkte av plattmaskar. Nybelinia ingår i familjen Tentaculariidae.
Släktet innehåller bara arten Nybelinia lingualis. Nybelinia är enda släktet i familjen Tentaculariidae.